# Окампо Лосада, Хуан Фернандо
Хуан Фернандо Окампо Лосада (исп. Juan Fernando Ocampo Lozada; род. 5 января 1994 года) — колумбийский пловец в ластах.

## Карьера
Тренируется в клубе «Tiburones» (Хамунди). Многократный чемпион Колумбии, обладатель нескольких национальных рекордов. Многократный призёр юниорских турниров, рекордсмен..
Чемпион мира и двукратный призёр чемпионатов мира.
Серебряный призёр Всемирных игр 2013 года в эстафете.
Обладатель действующих рекордов Америки на дистанциях 100, 200 и 400 метров в ластах.
На чемпионате мира 2015 года победил на дистанции 200 метров, установив новый мировой рекорд.
На чемпионате мира 2016 года снова победил на дистанции 200 метров.